# Парламент Франции
Парламент Франции (фр. Parlement français) — законодательный орган (парламент) Франции.

## Состав
Современный французский парламент состоит из двух палат:
- Верхняя палата (chambre haute) — Сенат Франции (Sénat)
- Нижняя палата (chambre basse) — Национальное собрание Франции (Assemblée nationale).

Каждая из палат заседает в различных местах:
- Сенат — Люксембургский дворец
- Национальное собрание — Бурбонский дворец

Однако иногда для обсуждения конституционного устройства созывается объединенный Конгресс парламента (Congrès du Parlement français).

## История
| Год       | Конституция                                    | Верхняя палата           | Нижняя палата                           | Иная палата | Объединение палат                | Одна палата                                                                      |
| --------- | ---------------------------------------------- | ------------------------ | --------------------------------------- | ----------- | -------------------------------- | -------------------------------------------------------------------------------- |
| 1791      | Конституция Франции 1791 года                  |                          |                                         |             |                                  | Учредительное собрание (1789—1791), Законодательное собрание Франции (1791—1792) |
| 1793      | Конституция Франции 1793 года                  |                          |                                         |             |                                  | Национальный конвент                                                             |
| 1795—1799 | Конституция Франции 1795 года                  | Совет старейшин Франции  | Совет пятисот                           |             |                                  |                                                                                  |
| 1799—1802 | Конституция VIII года                          | Сенат Франции            | Законодательный корпус Франции          | Трибунат    |                                  |                                                                                  |
| 1802—1804 | Конституция X года                             | Сенат Франции            | Законодательный корпус Франции          | Трибунат    |                                  |                                                                                  |
| 1804—1814 | Конституция XII года                           | Сенат Франции            | Законодательный корпус Франции          |             |                                  |                                                                                  |
| 1814—1815 | Хартия 1814 года                               | Палата пэров Франции     | Палата представителей Франции           |             |                                  |                                                                                  |
| 1815      | Хартия 1815 года                               | Палата пэров Франции     | Палата депутатов Франции                |             |                                  |                                                                                  |
| 1830—1848 | Хартия 1830 года                               | Палата пэров Франции     | Палата депутатов Франции                |             |                                  |                                                                                  |
| 1848—1852 | Конституция Франции 1848 года                  |                          |                                         |             |                                  | Национальное собрание (1848—1849), Законодательное собрание Франции (1849—1851)  |
| 1852—1870 | Конституция Франции 1852 года                  | Сенат                    | Законодательный корпус (Вторая империя) |             |                                  |                                                                                  |
| 1871—1875 |                                                |                          |                                         |             |                                  | Национальное собрание (1871—1875)                                                |
| 1875—1940 | Конституционные законы Франции 1875 года       | Сенат Франции            | Палата депутатов Франции                |             | Национальное собрание Франции    |                                                                                  |
| 1940—1944 | Конституционный закон 10 июля 1940 года        |                          |                                         |             |                                  |                                                                                  |
| 1944—1946 | Временное правительство Французской республики |                          |                                         |             |                                  | Национальное собрание Франции                                                    |
| 1946—1958 | Конституция Франции 1946 года                  | Совет Республики Франция | Национальное собрание Франции           |             | Парламент Франции                |                                                                                  |
| c 1958    | Конституция Франции 1958 года                  | Сенат Франции            | Национальное собрание Франции           |             | Конгресс Французского парламента |                                                                                  |

## См.также
- Парламентский комитет и политическая история Франции
- Конституция Франции
- Правительство Франции
- История Франции
- Внешняя политика Франции